# Skîbîn, Orativ
Skîbîn (în ucraineană Скибин) este un sat în comuna Iablunovîțea din raionul Orativ, regiunea Vinnița, Ucraina.

## Demografie
Componența lingvistică a localității Skîbîn
     Ucraineană (99,14%)
     Alte limbi (0,86%)
Conform recensământului din 2001, majoritatea populației localității Skîbîn era vorbitoare de ucraineană (99,14%), existând în minoritate și vorbitori de alte limbi.